# Мускетарят
„Мускетарят“ (на английски: The Musketeer) е американски екшън-приключенски филм от 2001 г. по романа „Тримата мускетари“ от 1844 г., написанот Александър Дюма-баща, режисиран и сниман от Питър Хайъмс и във филма участват Катрин Деньов, Мена Сувари, Стивън Риа, Тим Рот и Джъстин Чембърс.
Филмът включва обикновеният актьор на Цуй Харк – Хунг Йен-Йен като каскадьорски хореограф. Издаден само дни преди атентатите от 11 септември, филмът беше разочарование в боксофиса и получи до голяма степен отрицателни отзиви от критиците.